# Stadion Hajduk u Kuli
Stadion Hajduk je višenamjenski stadion u Kuli, u Vojvodini, u Srbiji. Najčešće se koristi za nogometne utakmice. Stoga svoje domaće utakmice na ovom stadionu igra FK Hajduk, nogometni klub iz Kule. Od 2013. nakon gašenja nogometnog kluba Hajduk, stadion koristi njegov nasljednik OFK Hajduk.
Stadion je dio Športsko-poslovnog centra Hajduk, koji se nalazi u samom središtu grada. Izgrađen je 1992. i vlasništvo je kluba. Stadion je napravljen novcem isključivo iz klupskog proračuna, s malom gradskom pomoći. Montažni elementi su kupljeni u Sloveniji. 
Sva mjesta na stadionu su sjedeća i kapacitet je 5.973 gledatelja. Prije postavljanja sjedalica kapacitet je iznosio 11.000 mjesta. U okviru centra, pored stadiona se nalaze i upravna zgrada kluba, restoran, svlačionice, fizioterapeutski i domarski prostor, spremišta, itd.